# Amitostigma amplexifolium
Amitostigma amplexifolium är en orkidéart som beskrevs av Tang och Fa Tsuan Wang. Amitostigma amplexifolium ingår i släktet Amitostigma och familjen orkidéer. Inga underarter finns listade i Catalogue of Life.